# Kick-Ass (gioco da tavolo)
Kick-Ass è un gioco da tavolo cooperativo prodotto dalla casa produttrice CMON basato sul fumetto Kick-Ass ideato da Mark Millar e John Romita Jr.. In Italia è stato tradotto da Asmodee Italia nel 2019.

## Progetto
In occasione del Gen Con 50 del 2017 CMON presentò la prima versione del gioco per essere poi rilasciato l'anno successivo, senza passare per una campagna di finanziamento tramite Kickstarter, in occasione del San Diego Comic Con. Il suo ideatore spiegò che “molte delle sfide proposte dai villain obbligheranno i giocatori a collaborare fra di loro, esattamente come accade nel fumetto mantenendosi quindi molto fedele all’opera di Millar da cui è tratto”. 

## Modalità di gioco
I giocatori scelgono uno dei sette eroi disponibili con cui giocare durante il gioco; ognuno ha una scheda, equipaggiamento e carte di attivazione personali. Ci sono cinque diversi boss nemici con relativa trama che è possibile affrontare; i giocatori ne scelgono uno con cui confrontarsi all'inizio di ogni partita.
Ogni eroe infatti ha un punteggio di "Felicità", di "Forza", di "Popolarità" e di "Salute" che forniranno bonus o malus. Il tabellone di gioco contiene la mappa della città di New York suddivisa in otto distretti. 
La partita è composta da nove turni, ognuno diviso in tre fasi: "Mattino", "Pomeriggio" e "Sera". All'inizio di ogni turno viene pescata una carta "Evento", una missione da completare entro i successivi tre turni; ogni fase porta all'aumento del numero di pedine "Sgherro" in ogni distretto fino al numero massimo previsto per ognuno.
In ogni fase del turno i giocatori devono scegliere una delle cinque "Carte Attivazione" nella loro mano e giocarla attivandone gli effetti; queste carte possono essere blu o rosse, le prime riguardanti la vita quotidiana dei personaggi, le seconde la lotta contro i criminali.
Per vincere i giocatori devono prima portare a termine tre missioni per attivare il "Piano Finale" del boss scelto ad inizio partita che deve essere sventato prima della fine dei nove turni totali. I giocatori perdono la partita anche nel caso fallissero tre "Eventi" oppure se tutti gli slot del distretto "Municipio" venissero occupati dagli "Sgherri".
Il gioco contiene 45 miniature, 245 carte da gioco, 17 dadi e 132 gettoni. I giocatori possono scegliere il proprio personaggio tra Kick-Ass, Hit-Girl, Big Daddy, Ass Kicker, Night Bitch, Dr. Gravity e il Colonnello Stars.

## Recensioni
Giovanni Zaccaria e Giacomo Trevisan di Lega Nerd hanno lodato come il gioco riprenda lo spirito dell'opera originale dimostrando di essere un grande esempio di trasposizione, apprezzando le miniature e la ripresa dei disegni originali di Romita Jr sulle carte da gioco. La meccanica di gioco di controllo territoriale è stata giudicata molto buona e con una certa originalità, sottolineando però come a lungo andare possa spingere il giocatore ad utilizzare le stesse strategie. Inoltre hanno definito il gioco come "punitivo" nel caso il giocatore non si impegni a fondo.